# Sal Kosher

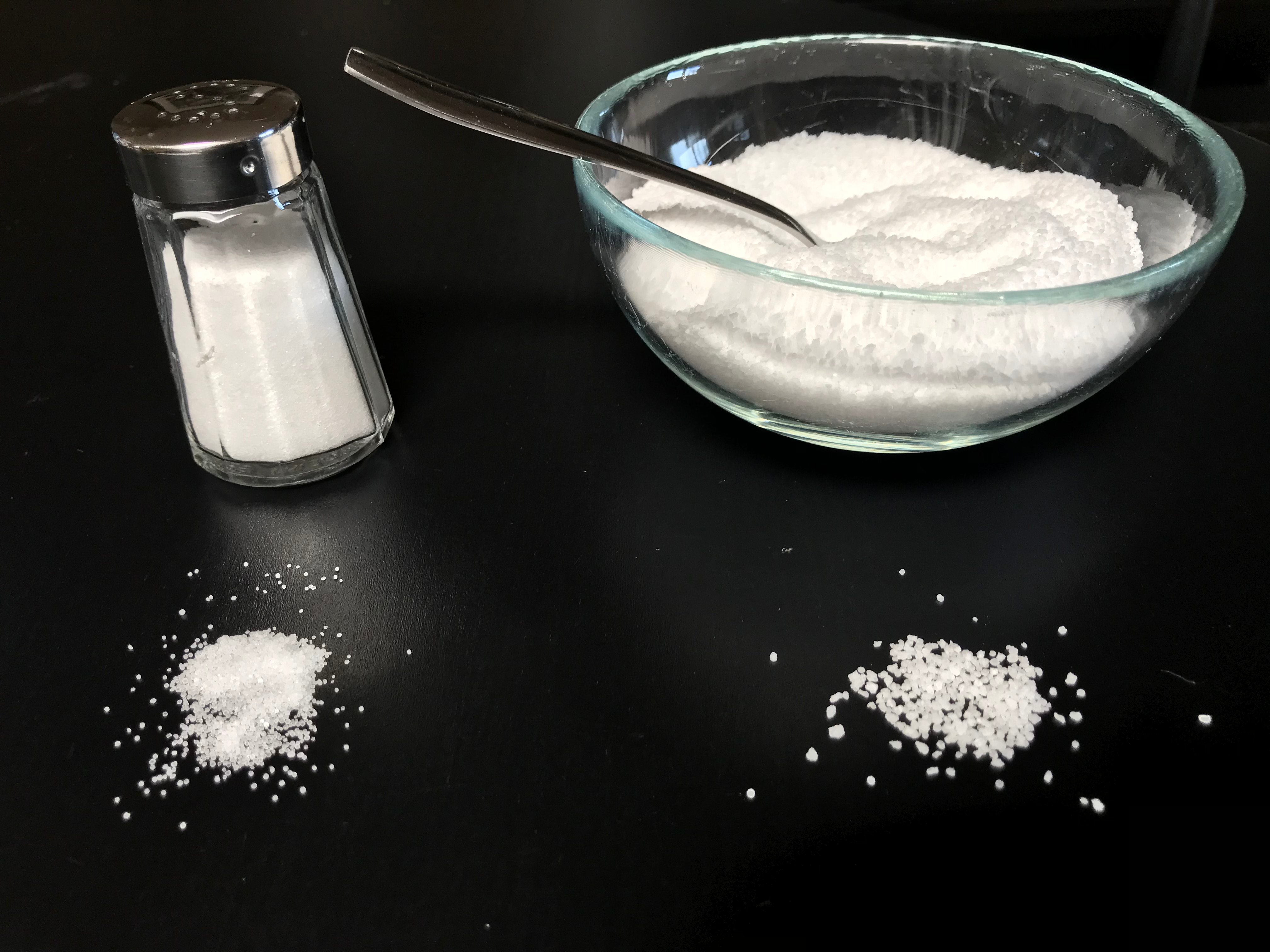
Comparação de sal de mesa (esquerda) com sal kosher (direita)

Sal Kosher ou sal de cozinha  (também chamado de sal de cozinha, sal em flocos ou sal kasher) é sal comestível grosso sem aditivos comuns, como iodo. Normalmente utilizado na culinária e não na mesa, é composto principalmente de cloreto de sódio e pode incluir agentes antiaglomerantes.

## Etimologia
O sal comestível grosso é um alimento básico da cozinha, mas seu nome varia muito em várias culturas e países. O termo sal kosher ganhou uso comum na América do Norte e se refere ao seu uso na prática religiosa judaica de salmoura seca, conhecida como kashering, e não ao sal em si sendo fabricado sob quaisquer diretrizes religiosas. Algumas marcas identificam ainda o sal com certificação kosher como aprovado por um órgão religioso.

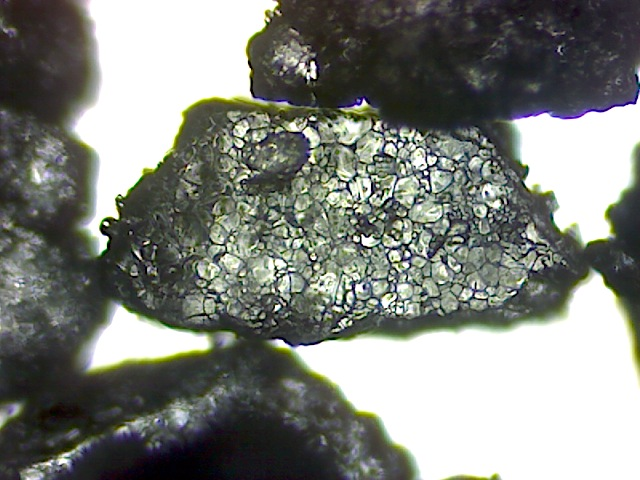
Grão de sal kosher tirado com ampliação de 60x

## Uso

### Cozinha geral
Devido à falta de aditivos metálicos ou de sabor estranho, como iodo, flúor ou dextrose, é frequentemente usado na cozinha em vez de sal de mesa contendo aditivos. Estimar a quantidade de sal ao salgar à mão também pode ser mais fácil devido ao tamanho do grão maior.  Algumas receitas exigem especificamente a medição de volume de sal kosher/de cozinha, que para algumas marcas pesa menos por medida devido à sua densidade mais baixa e, portanto, é menos salgado do que uma medida de volume igual de sal de mesa; receitas que exigem um peso específico de sal são mais consistentes. Diferentes marcas de sal variam drasticamente em densidade. Para uma marca, a mesma medida de volume pode conter duas vezes mais sal (em massa) do que para outra marca.

## Fabricação
Em vez de cristais cúbicos, o sal kosher tem uma forma plana semelhante a uma placa e, para algumas marcas, também pode ter uma forma piramidal oca. A Morton Salt produz sal kosher plano enquanto a Diamond Crystal produz sal piramidal. A forma plana geralmente é feita quando os cristais cúbicos são forçados a essa forma sob pressão, geralmente entre os rolos. Os cristais de sal piramidal são geralmente feitos por um processo evaporativo chamado processo de Alberger. O sal Kosher geralmente é fabricado com um tamanho de grão maior que os grãos de sal de mesa. O sal Diamond Crystal é fabricado pela Cargill em St. Clair, MI e o Morton Salt é de Chicago, IL.